# 제9회 광화문국제단편영화제
제9회 광화문국제단편영화제는 2011년 11월 2일에 열린 시상식이다.

## 수상 및 후보

### 대상
- 약속 - 윤재호 수상

### 최우수 해외작품상
- 더 팩토리 - 알리 무리티바 수상
- 블루 린스 - 매트 리 수상

### 최우수 국내작품상
- 인투 포커스 - 조영준 수상

### 아시프 관객심사단상
- 피날레 - 벌라쥐 시모니 수상

### 단편의 얼굴상
- 여자가 여자에게 - 최병화 수상

### 아시프 펀드상
- 매직지퍼 - 임선아 수상

### 크링상
- 신의 시선 - 빌리 룸비 수상

### 트래블링 쇼츠 인 코리아 최우수 작품상
- 창경원 - 천기학 수상

### 호텔패스상
- 그 여름의 바다 - 이제희 수상

### 국제경쟁부문
- 아마디 - 지아 만드비왈라
- 딕 - 크리스토퍼 스톨러리
- 에스키모 - 오메로 라미레스 테나
- 인투 포커스 - 조영준
- 오픈 도어즈 - 애시쉬 판디
- 프로페셔널즈 - 어니께트 알럼
- 시스터 - 미하엘 리트만스베르거
- 씨뿔 - 이정욱
- 도플갱어 - 필립 나우크  외 1명
- 피날레 - 벌라쥐 시모니
- 조슬린 - 수산 베하르
- 마지막 버스 - 마틴 스노펙 외 1명
- 따스한 여름 저녁 - 마테오 케셀먼
- 블루 린스 - 매트 리
- 데스퍼럿 크로싱 - 전민석
- 더 팩토리 - 알리 무리티바
- 신의 시선 - 빌리 룸비
- 반사 반응 - 스가노 마사히로
- 원숭이들 겁주려 닭들 죽이기 - 얀스 아수르
- 바다를 건너 온 엄마 - 정연경
- 돌아올 수 없는 여행 - 종착역 프랑크푸르트 공항 - 규츨류 야만
- 메모리아 - 첸 이웬
- 200 분 - 프랑크 베니테즈
- 개 같은 남자친구 - 보르야 코비아가
- 그에게 - 아가타 프레트카
- 연기가 나는 곳 - 앤드류 브랜드
- 서브휴먼 - 한재현
- 떠날 수 없는 - 윤영우
- 빨리 빨리! - 페타르 오레스코비치
- 식인귀 - 제라르 올리비에
- 흔적들 - 게리 웡
- 바늘자국 - 다나 케이다
- 균형잡기왕 선발대회 - 마카베 유키노리
- 4명의 장인 - 터커 다빌라 우드
- 로보틱 러브 - 케이틀린 메이저 외 1명
- 맨발로 - 아메리코 멜끼온다
- 미유키의 풍령 - 오치아이 켄
- 약속 - 윤재호
- 쇼트 메모리 - 마르완 크나이스르
- 여자가 여자에게 - 최병화
- 베어 - 내쉬 에저튼
- 죽은 영혼들에게 자유를 - 샤밀 알리예프
- 아직 어둡기 전에 - 브라이언 파치오니
- 페이퍼 터치 - 쳉휘칭 외 1명
- 시빌 - 나엘 마랑뎅
- 오늘의 뉴스 - 정은경
- 얄라 투 더 문 - 수헬 나파 외 1명
- 조용한 죽음 - 자비에 보쉰느-롱도
- 고잉 - 살렘 살라라티
- 화의 전이 - 신재영
- 마 샹브르 - 정인선
- 오순절 - 피터 맥도날드
- 샨샨 - 난전
- 회색 보따리를 든 여인 - 루이스 트라피엘로

### 국내경쟁부문
- 더 카메라 - 이정우
- 다정한 묘지 - 이지안
- 창경원 - 천기학
- 도시 - 김영근
- 퍼니게임 - 정지형
- 그 여름의 바다 - 이제희

### 특별프로그램
- 금붕어의 일생 - 이누도 잇신
- 나는 트럭이다 - 김기영
- 승강기 - 로버트 저메키스
- 빨간 모자 - 데이빗 캐플란
- 당신 곁에 잠들고 싶어요 - 사이먼 칸 외 1명
- 시내 나들이 - 코르넬리우 포룸보이우
- 그녀의 단속반 - 김용완
- 미래의 집 - 아리엘 로테르
- 작별 - 이사키 라쿠에스타
- 몬순 - 아피찻퐁 위라세타쿤
- 홀로 또 같이 - 지아장커
- 선미루갑판 - 캐서린 카도우
- 마음의 지진 - 모모이 가오리
- 턱수염 - 도도 순지
- 벙뚜산 - 조나스 메카스
- 집 - 소다 카즈히로
- 무제 - 자오예
- 3월 - 니시나카 다쿠시
- 물주기 - 위수트 폰니미트
- 이키 - 봉준호
- 무제 - 김소영
- 무스비 극단으로 오세요 - 야마사키 도요코
- 벨라이안 - 모드 나귀브 라작
- 지상에서의 한 순간 - 페드로 곤잘레즈-루비오
- 사람에겐 힘이 있다 - 패티 스미스 외 1명
- “아나, 3분 남았어요” - 빅토르 에리세
- 홈 - 가와세 나오미
- 빛에 대한 희망 - 레슬리 키
- 훗카이도 시티투어 - 야마구치 요스케
- 거짓말 - 부서지는 달 - 가토 히데키
- 신도쿄타워 #1 - 마츠다 츠토무
- 스마일 버스 - 박상준
- 슈퍼스타 - 하기와라 켄타로